# Tamopsis forrestae
Espèce
Synonymes
- Tamopsis forresti Baehr & Baehr, 1988

Tamopsis forrestae est une espèce d'araignées aranéomorphes de la famille des Hersiliidae.

## Distribution
Cette espèce est endémique de l'Ouest du Queensland en Australie.

## Description
Le corps du mâle mesure à 3,48 mm et celui de la femelle 3,60 mm.

## Étymologie
Cette espèce est nommée en l'honneur de J. A. Forrest.

## Publication originale
- Baehr & Baehr, 1988 : On Australian Hersiliidae from the South Australian Museum (Arachnida: Araneae). Supplement to the revision of the Australian Hersiliidae. Records of the South Australian Museum, vol. 22, no 1, p. 13-20 (texte intégral).